# Weimar Berkaer Bahnhof

Weimar Berkaer Bf ist ein Bahnhof in der Stadt Weimar in Thüringen. Benannt ist der heutige Kopfbahnhof nach der Stadt Bad Berka, in die die Strecke führt. Er wurde 1887 eröffnet und wird heute nur durch Regionalzüge bedient.

## Lage
Der heute als Kopfbahnhof bestehende Berkaer Bahnhof befindet sich im Westen der Stadt Weimar, ungefähr einen Kilometer vom Stadtkern und zwei Kilometer vom Bahnhof Weimar entfernt parallel zur Erfurter Straße.

## Geschichte
Am 15. Mai 1887 wurde der Berkaer Bahnhof für den Personenverkehr freigegeben. Der Güterverkehr folgte kurz später am 13. Juni. Es entstand ein zweigeschossiger werksteinverblendeter Massivbau mit Dienst-, Warte- und Wohnräumen sowie Nebengebäuden. Der anschließende Güterschuppen war ein Fachwerkbau. Die Dächer deckte man mit Naturschiefer ein. Die Züge auf dem Streckenabschnitt zwischen dem Berkaer Bahnhof und dem Bahnhof Erfurter Tor, der auf der beiderseits bebauten Erfurter Straße verlief, verursachten stets Lärm und Qualm. Seitens der betroffenen Bevölkerung stieß das auf scharfe Kritik. Ab 1897 endeten aus diesem Grund die Fahrten nachts im Berkaer Bahnhof statt am Bahnhof Erfurter Tor. Für das An- und Abrollen des Frachtgutes auf der Straße von und zu den Kunden sorgten bahnamtliche Rollfuhrunternehmen. Im Zuge des Neubaus des Deutschen Nationaltheaters ab 1906 war vorgesehen, das Gleis zum Erfurter Tor zum Materialtransport zu nutzen. Es sollte sogar noch über die bestehende Endhaltestelle hinaus verlängert werden. Der Gemeinderat lehnte diesen Vorschlag jedoch ab und versuchte, die Eisenbahn zwischen Berkaer Bahnhof und Erfurter Tor endgültig zu beseitigen. Auf Druck des Bezirksbaumeisters, des Hofmarschallamtes und des Staatsministeriums stimmte der Bürgermeister dem Baugleis doch noch am 9. Mai 1906 zu. Nach erneuten Widerständen kam der Bau des Gleises schließlich zustande. Bald darauf wurde der Betrieb auf diesem Gleis wieder eingestellt. Im März 1908 wurden die Gleise zwischen dem Berkaer Bahnhof und dem Erfurter Tor demontiert.
Im Oktober 1917 ereignete sich im Bahnhof ein Unfall. Ein Güterwagen machte sich in Nohra selbstständig und rollte ungebremst nach Weimar über das Gleisende des Berkaer Bahnhofs hinaus. Auch aufgrund dieses Unfalls verstärkten sich die Forderungen nach der Beseitigung des Berkaer Bahnhofs aus der Stadt heraus. Es wurde ein etwas außerhalb der Stadt gelegener Durchgangsbahnhof in Erwägung gezogen. Doch es kam zu keiner Verlegung.
1925 starteten Umbauarbeiten am Empfangsgebäude. Ein zweigeschossiger Anbau an der Südseite kam hinzu. Die Erweiterungen der Verladeanlagen wurde zunächst nicht von der Stadt Weimar genehmigt, denn die Bestrebungen nach der Verlegung des Bahnhofs waren weiterhin existent. Das entsprechende Ministerium erteilte letztlich doch noch die Zustimmung. Im November 1926 konnte der umgebaute Bahnhofs der Öffentlichkeit übergeben werden.
Im August 1939 wurde für Rangierarbeiten eine Kleindiesellok stationiert.
1950 griff man nochmals den Gedanken einer Bahnhofsverlegung auf. Zwei Jahre später endeten alle Diskussionen darüber. Seitdem wurde das Vorhaben auch nicht mehr weiter verfolgt. Die Gleise und Weichen zum Lokschuppen und zur Werkstatt wurden nach 1953 den neuen Gegebenheiten angepasst. Die rückwärtige Anbindung aus Nohra und ein noch verbliebener Teil der Schiebebühne wurden entfernt. Das Gleis 7 kürzte man ein. Es endete nun als Kopfgleis neben dem Gebäude. Um 1959 folgten weitere Umbaumaßnahmen. Eines der beiden Schuppengleise entfernte man.
Der Kohleumschlag führte innerhalb der Bevölkerung zu immer größeren Protesten, bis er 1966 in die Schwanseestraße verlegt wurde. Seitdem findet kein Güterverkehr am Berkaer Bahnhof mehr statt. Die Gütergleise im nördlichen Bahnhofsbereich und auch die zum Güterschuppen existierten bereits seit etwa 1955 nicht mehr. Die meisten Lokomotiven und Wagen waren im Berkaer Bahnhof stationiert. Zudem wurden Bahnsteigsperren eingerichtet, die den Reisenden erst fünf Minuten vor Abfahrt des Zuges den Zutritt zum Bahnsteig gewährte.
1977/78 wurde der Berkaer Bahnhof mit einem elektromechanischen Stellwerk ausgerüstet, um die Sicherheit zu erhöhen und örtliches Personal einsparen zu können. Mit vier Fahrdienstleitern war es besetzt. Gleichzeitig gab es noch zwei Fahrkartenverkäuferinnen. Die Bedienung der Einfahrsignale war somit nur noch abhängig von der Weichenstellung möglich. Es handelt sich dabei um ein Fahrdienstleiterstellwerk von Siemens & Halske der Bauart 1912 und trägt die Bezeichnung „Wbb“.
Bis in die 1990er-Jahre gab es für den Fahrkartenverkauf örtliches Personal. Seit der gleichen Zeit kamen auf der Strecke im Personenverkehr keine lokbespannte Züge mehr zum Einsatz. Durch die Umstellung auf Triebwagen verkürzte sich die Reisezeit auf der gesamten Strecken deutlich, denn das Umsetzen im Berkaer Bahnhof fiel weg. Bis 1996 waren sämtliche, nicht mehr benötigte Nebengleise entfernt worden. Es verblieb eine doppelte Kreuzungsweiche.

Ansichten
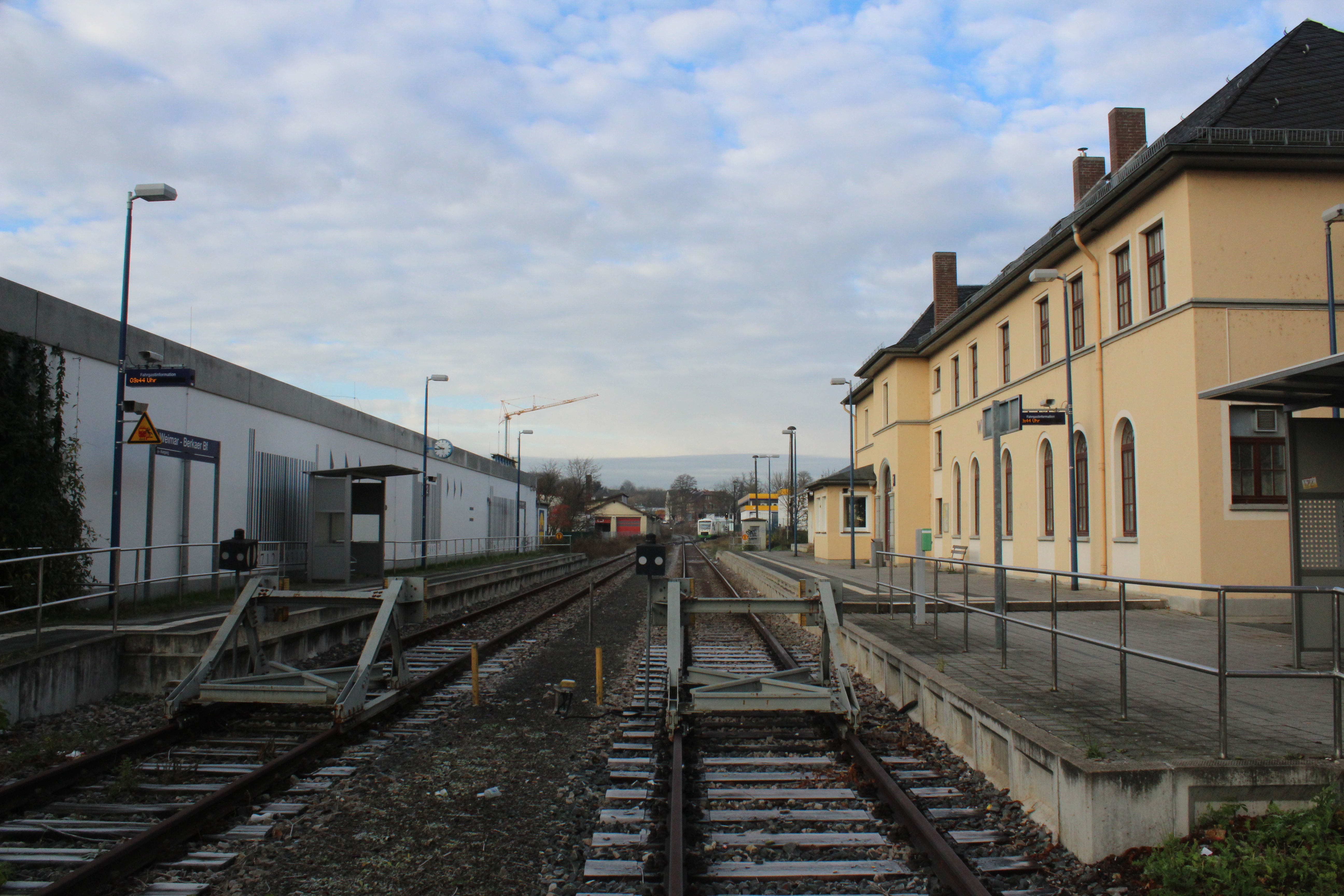
Bahnsteige (2017)
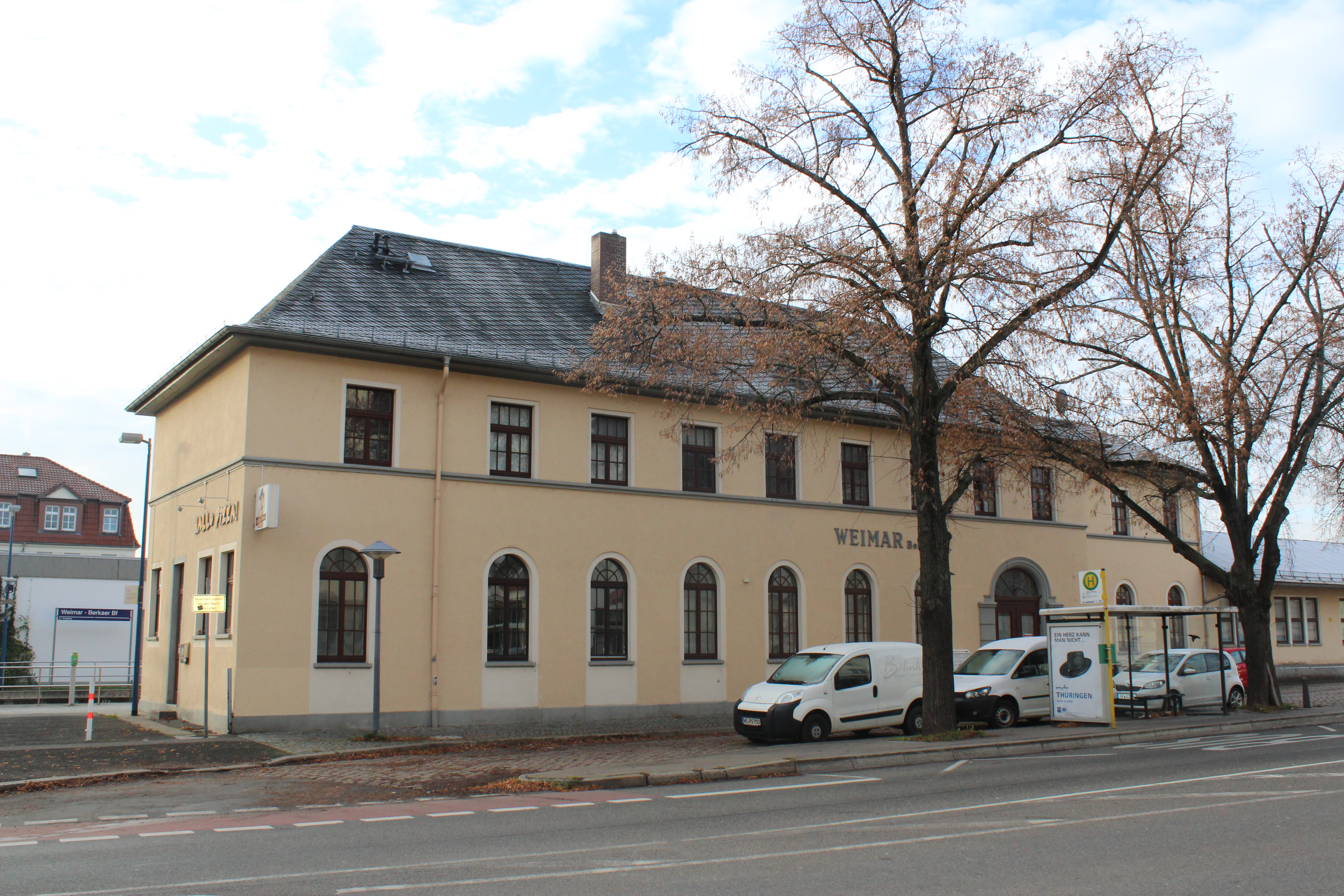
Empfangsgebäude, von der Straße aus gesehen (2017)
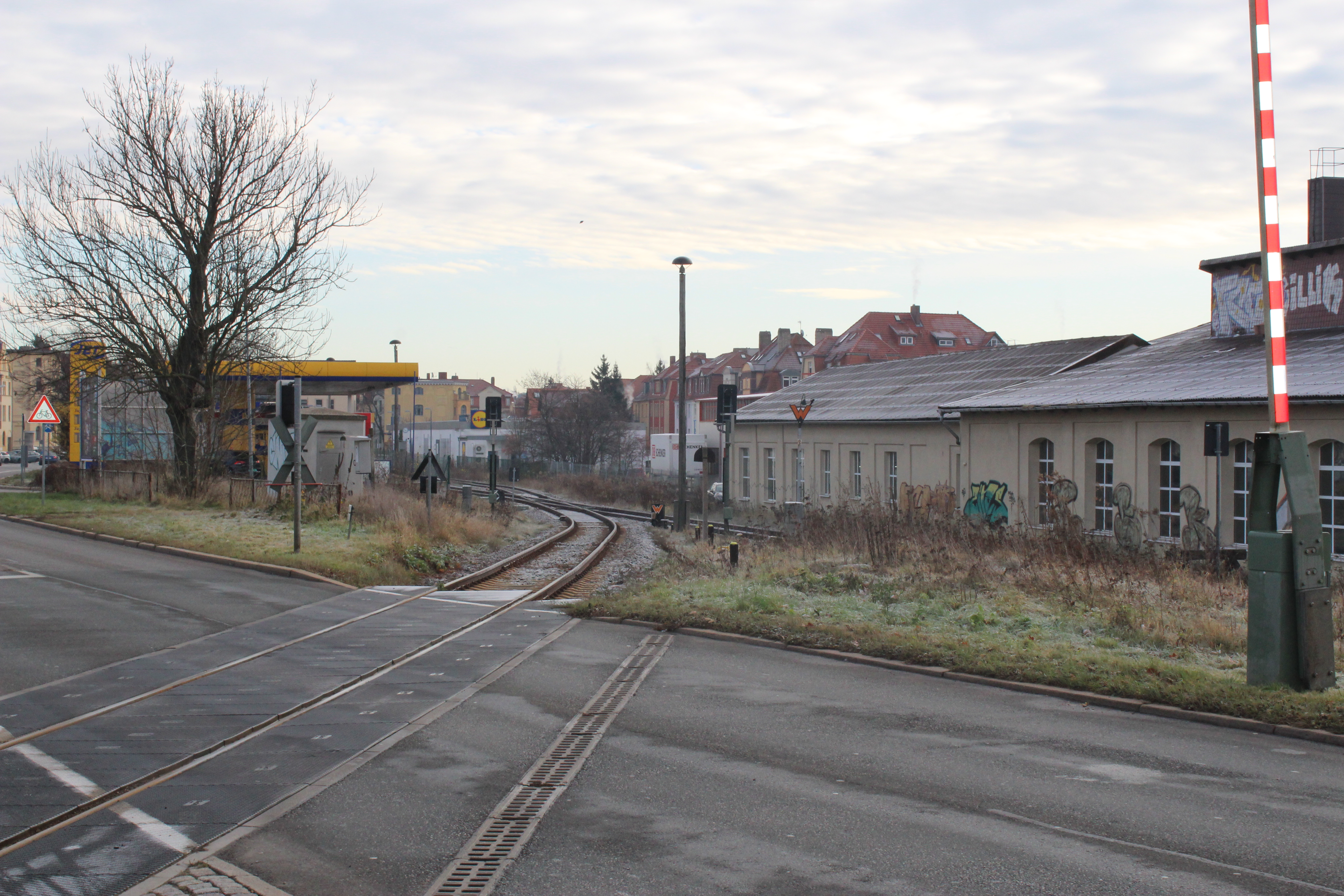
Einfahrt (2017)
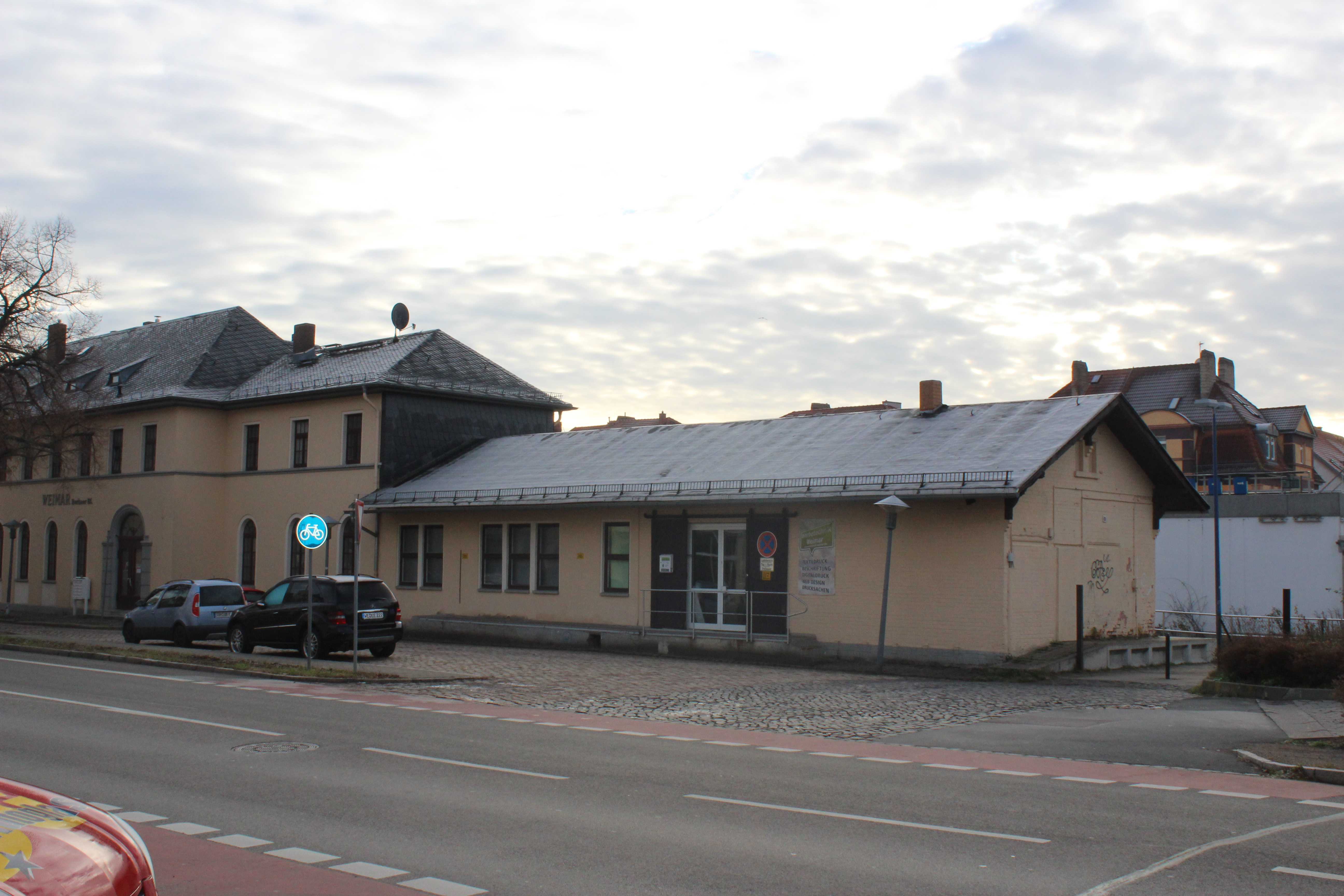
Güterschuppen (2017)
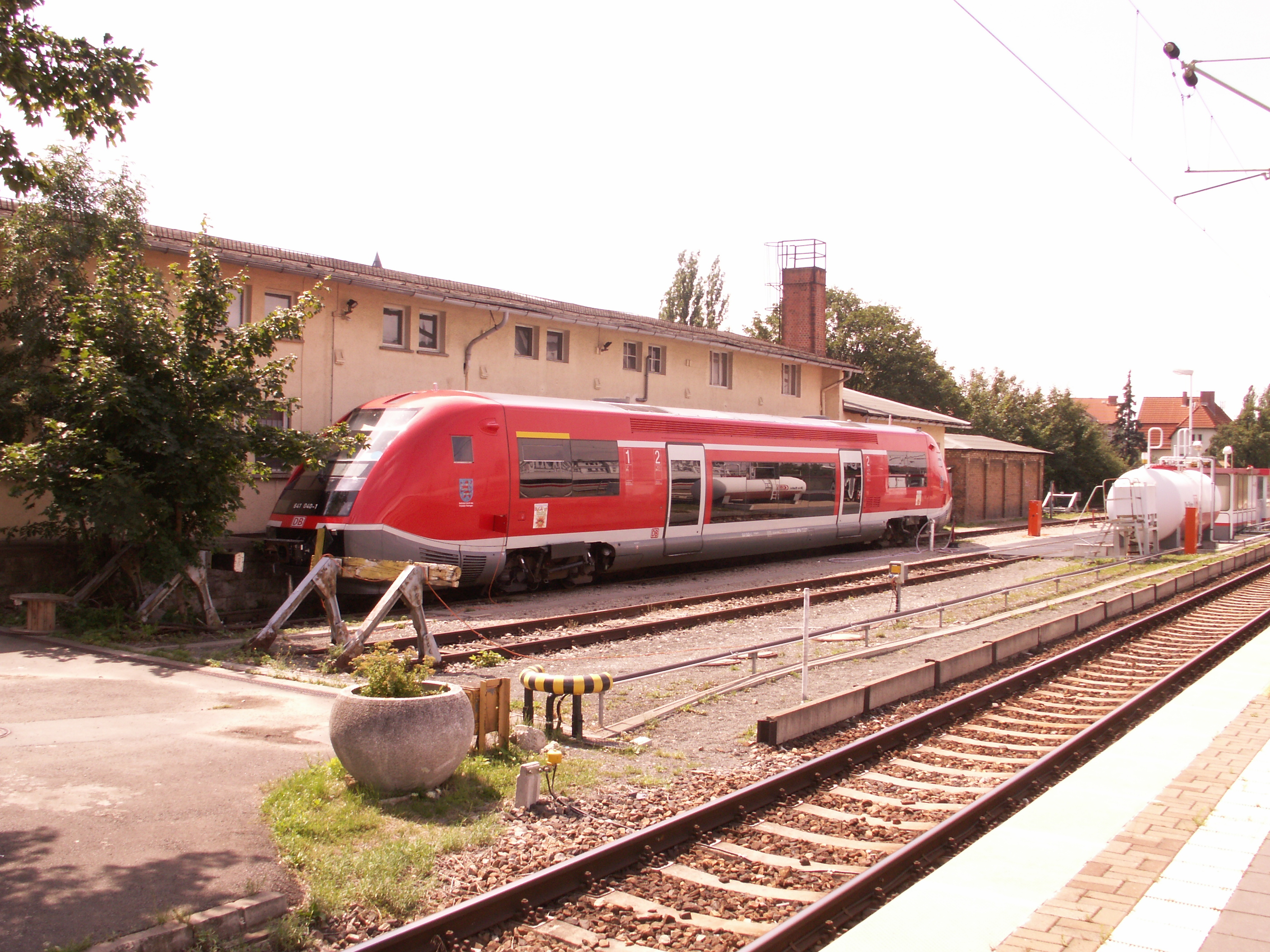
Triebwagen für die Strecke Weimar–Kranichfeld im Bahnhofsbereich von Weimar (2007)
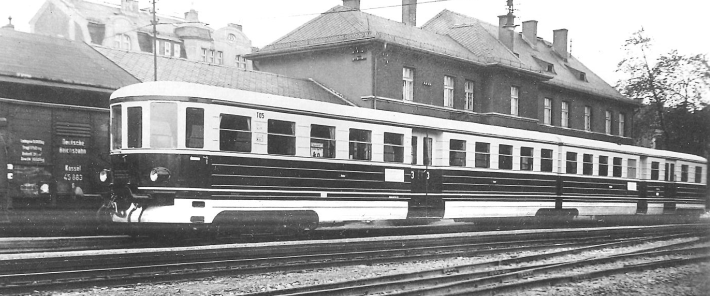
Ein Fliegender Berkaer im Berkaer Bahnhof (1935)
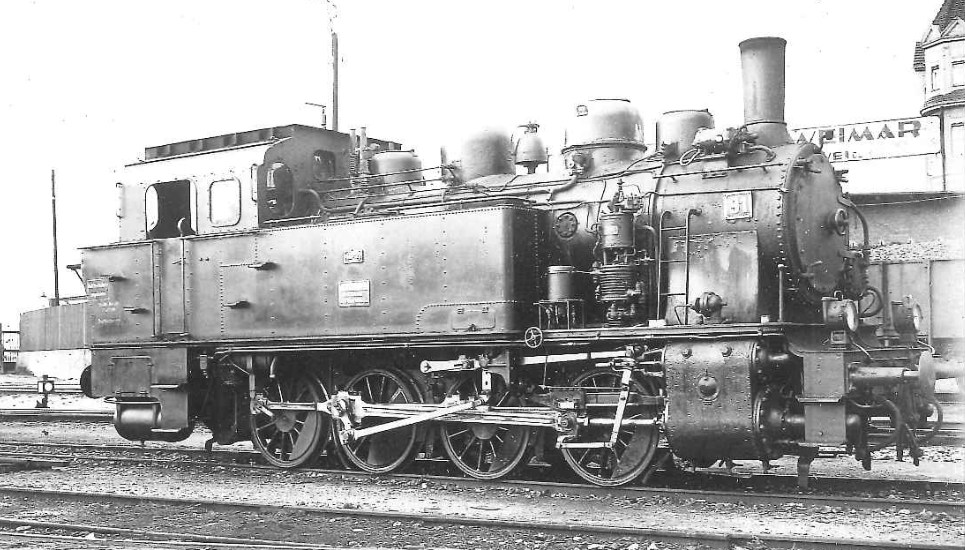
WBBE 91 im Berkaer Bahnhof (1930)

## Anlagen
Anfangs wurde der Kopfbahnhof mit vier Gleisen und fünf Weichen angelegt. An dem 50 Meter langen Bahnsteig liegt das Empfangsgebäude. Am Ende des Gleises 1 ging es von 1887 bis 1908 weiter zum Erfurter Thor.
Für den Zeitraum von 1897 bis 1904 ist die Existenz sieben einfacher Weichen und einer doppelten Kreuzungsweiche belegt.
Ungefähr ab 1914 wurde der Bahnhof durch Formsignale gesichert. Seit 1977 kommen Lichtsignale zum Einsatz.
Der Berkaer Bahnhof besaß einst insgesamt 13 Gleise und 20 Weichen. Das Empfangsgebäude mit einem anliegenden Güterschuppen liegt nördlich der Bahnsteige und Gleise. Bei den Bahnsteigen handelt es sich um Seitenbahnsteige, die beide jeweils 55 Zentimeter hoch und 50 Meter lang sind. Weiterhin gehörten zu den Anlagen ein Lagerplatz, Ladestraße sowie eine Gleiswaage. Im Westen des Bahnhofs war der Lokschuppen mit Werkstatt, in die drei Gleise hineinführten. Heute dient dieser als Lager und Werkstatt für die Sicherungstechnik.
Bis 1949 gab es auf dem Berkaer Bahnhof eine eigene Bahnmeisterei.
Heute existieren auf dem Bahnhof zwei Bahnsteige, wovon einer nur im Halbstundentakt des morgendlichen Berufsverkehrs genutzt wird. Im Stundentakt wird nur am Hausbahnsteig gehalten. Im Bahnhofsgebäude befinden sich die Diensträume der Fahrdienstleiter, die für den Zugleitbetrieb auf der Strecke zwischen dem Berkaer Bahnhof und Kranichfeld verantwortlich sind. Des Weiteren befinden sich ein Gastronomiebetrieb sowie Studentenwohnungen im Bahnhofsgebäude.

### Hauptwerkstätte
Die Hauptwerkstätte der Centralverwaltung für Sekundairbahnen Herrmann Bachstein (CV) wurde 1890 am Berkaer Bahnhof errichtet und diente der Wartung von Lokomotiven und Wagen. Da der Platz für Weichen insgesamt knapp war, kam eine Schiebebühne zum Einsatz. Damit wurde auch die dortige Kesselwerkstatt verbunden.
Von 1887 bis 1925 verfügte der Lokschuppen an der Werkstätte über eine Drehscheibe. 1923 verlängerte man den Lokschuppen um 13 Meter und fügte einen seitlichen Flachbau an. Zwei Jahre später wurde die Drehscheibe schon wieder entfernt, da sie nicht mehr nutzbar war. Zu der Ausstattung gehörten drei Drehbänke, eine Waagrecht- und eine Senkrecht-Stoßmaschine, eine Fräsmaschine, ein stationäres Bohrwerk, ein transportables Zylinderbohrwerk, eine einseitige Radreifendrehbank, ein Schmiede-Lufthammer, Schleifmaschinen, Ständerbohrmaschinen sowie Elektro- und Autogen-Schweißgeräte. Des Weiteren gab es einen 12,5-t-Portalkran, eine Wagenwerkstatt und eine Lackiererei. Auch alle Instandsetzungen an Kesseln, Wagenkästen und Untergestellen wurden hier vorgenommen.
Die Reichsbahndirektion Erfurt legte am 12. April 1949 fest, die Hauptwerkstatt der Centralverwaltung für Secundärbahnen Hermann Bachstein vorläufig als nicht selbstständiges Bahnbetriebswerk (Bw) weiterzuführen. Auch Fahrzeuge anderer ehemaliger Klein- und Privatbahnen kamen hinzu. Ende Oktober desselben Jahres kam es zur verwaltungsmäßigen Angliederung an das Bw Weimar. Ab 1951 folgte nochmals eine große Welle von Instandsetzungen mehrerer Kesselwagen, was schließlich 1953 sein Ende fand. Zum 31. Dezember 1951 wurde das Bw Weimar Berkaer Bahnhof aufgelöst. In dessen Gebäude zog nun die Signalhauptwerkstatt der Rbd Erfurt ein.

## Verkehrsanbindung
| Linie | Linienverlauf                                                                       | Takt (min) | EVU           |
| ----- | ----------------------------------------------------------------------------------- | ---------- | ------------- |
| RB 26 | Kranichfeld - Tannroda - Bad Berka - Nohra(Weimar)- Weimar(Berger Bahnhof) - Weimar | 60         | Erfurter Bahn |

Im morgendlichen Berufsverkehr findet eine Verdichtung auf einen 30-Minuten-Takt statt.
Seit 2012 wird der Bahnhof durch die Erfurter Bahn bedient. Für den Betrieb ab Dezember 2024 bis Dezember 2036 wurde die Leistung im Rahmen der Vergabe des sogenannten Ostthüringennetzes an die Erfurter Bahn neu vergeben.
Gelegentlich finden Pendelfahrten mit historischen Lokomotiven des Eisenbahnmuseums Weimar vom früheren Bahnbetriebswerk bis zum Berkaer Bahnhof statt.